# Донгтхап (футбольный клуб)
«Донгтхап» (вьет. Đồng Tháp) — вьетнамский футбольный клуб, представляющий город Каолань и провинцию Донгтхап. Играет в V-лиге.
За «Донгтхап» выступало несколько российских и украинских футболистов: Артём Яшкин, Евгений Немодрук, Александр Гнатенко, Вячеслав Мельников.

## Достижения
- Чемпионат Вьетнама:

Чемпион (2): 1989, 1996
Бронзовый призёр: 2010

## Выступления в чемпионатах Вьетнама
| Сезон    | 00/01 | 01/02 | 2003 | 2004 | 2005 | 2006 | 2007 | 2008 | 2009 | 2010 | 2011 | 2012 |
| -------- | ----- | ----- | ---- | ---- | ---- | ---- | ---- | ---- | ---- | ---- | ---- | ---- |
| Дивизион | 1     | 2     | 1    | 1    | 1    | 2    | 1    | 2    | 1    | 1    | 1    | 1    |
| Место    | 9     | 2     | 7    | 8    | 12   | 1    | 13   | 3    | 5    | 3    | 5    | 13   |

## Выступления в соревнованиях АФК
- Клубный чемпионат Азии: 1

1998: второй раунд